# Farkas Lajos (színművész)
Farkas Lajos (1800. – Kolozsvár, 1852. március 21.) színész, súgó, színházi rendező. Szathmáryné Farkas Lujza testvére.

## Életpályája
Szülei: Farkas János színművész és Fodor Klára voltak. 1818-tól volt színész. A legjelentősebb vándortársulatok tagjaként sikereit leginkább Kolozsváron érte el, ahol 1824-ben, 1838–1842 között és 1851–1852 között volt szerződésben. 1846-ban és 1848-ban vendégként fellépett a Nemzeti Színházban, amelynek 1848–1851 között tagja is volt. 1847-től rendezett is.
Jó megjelenése hős szerelmes szerepekre tette alkalmassá, kortársai a „szép” jelzővel illeték.

## Színházi szerepei
- Grillparzer: Ősanya – Gróf Borotin
- Kisfaludy K.: Kemény Simon – Hunyadi János
- Czakó Zsigmond: Kalmár és tengerész – Arthur